# Gilles Sunu
Gilles Sunu (Châteauroux, 30 marzo 1991) è un calciatore francese naturalizzato togolese, attaccante svincolato.

## Carriera

### Club
Cresciuto nel Châteauroux, nel luglio 2007 viene acquistato dall'Arsenal per una cifra vicina al milione di sterline. Con i Gunners, legato da un contratto quadriennale, non riesce però mai a debuttare in prima squadra, vincendo comunque importanti trofei giovanili come la FA Youth Cup e la Premier Academy League nel 2009.
Nel gennaio 2010 si trasferisce in prestito al Derby County, mentre l'anno successivo viene prestato al Lorient sempre durante la sessione invernale di calciomercato. Al termine della Ligue 1 2010-11 viene riscattato dal Lorient con cui si lega fino al 2015. Nel 2011-12 conclude anticipatamente la stagione a causa della lesione del tendine d'Achille.
Nel 2015 firma un contratto da un anno e mezzo con l'Évian. Il 5 febbraio esordisce con gli altosavoiardi nel match contro il Bordeaux e segna il suo primo gol con i nuovi colori nella vittoria per 2-1 in casa del Metz.
Il 20 giugno 2015 si trasferisce al neopromosso Angers, con cui va a segno l'8 agosto nella prima giornata di campionato contro il Montpellier. Rimasto svincolato, il 7 luglio 2018 firma un contratto biennale con i turchi dell'Erzurumspor.
Il 9 gennaio 2020 ritorna allo Châteauroux, squadra della sua città d'origine che lo ha formato calcisticamente.

### Nazionale
Come nazionale francese disputa tutta la trafila delle selezioni giovanili. Con l'under-19 prende parte ai vittoriosi Europei del 2010, avendo modo di segnare la prima rete nella finale contro la Spagna (terminata 2-1), mentre con la Francia under-20 disputa i Mondiali 2011 siglando due marcature.
Nel settembre 2018 dichiara di essere convocabile per la Nazionale del Togo, con cui debutta il 12 ottobre nella gara di qualificazione alla Coppa d'Africa contro il Gambia finita 1-1.

## Statistiche

### Cronologia presenze e reti in nazionale
| Cronologia completa delle presenze e delle reti in nazionale ― Togo | Cronologia completa delle presenze e delle reti in nazionale ― Togo | Cronologia completa delle presenze e delle reti in nazionale ― Togo | Cronologia completa delle presenze e delle reti in nazionale ― Togo | Cronologia completa delle presenze e delle reti in nazionale ― Togo | Cronologia completa delle presenze e delle reti in nazionale ― Togo | Cronologia completa delle presenze e delle reti in nazionale ― Togo | Cronologia completa delle presenze e delle reti in nazionale ― Togo |
| Data                                                                | Città                                                               | In casa                                                             | Risultato                                                           | Ospiti                                                              | Competizione                                                        | Reti                                                                | Note                                                                |
| ------------------------------------------------------------------- | ------------------------------------------------------------------- | ------------------------------------------------------------------- | ------------------------------------------------------------------- | ------------------------------------------------------------------- | ------------------------------------------------------------------- | ------------------------------------------------------------------- | ------------------------------------------------------------------- |
| 5-9-2021                                                            | Lomé                                                                | Togo                                                                | 0 – 1                                                               | Namibia                                                             | Qual. Mondiali 2022                                                 | -                                                                   | 79’                                                                 |
| Totale                                                              |                                                                     | Presenze                                                            | 1                                                                   |                                                                     | Reti                                                                | 0                                                                   |                                                                     |

## Palmarès

### Club
- FA Youth Cup: 1

Arsenal: 2008-2009

### Nazionale
- Campionato d'Europa Under-19: 1

2010